# Orkiestra

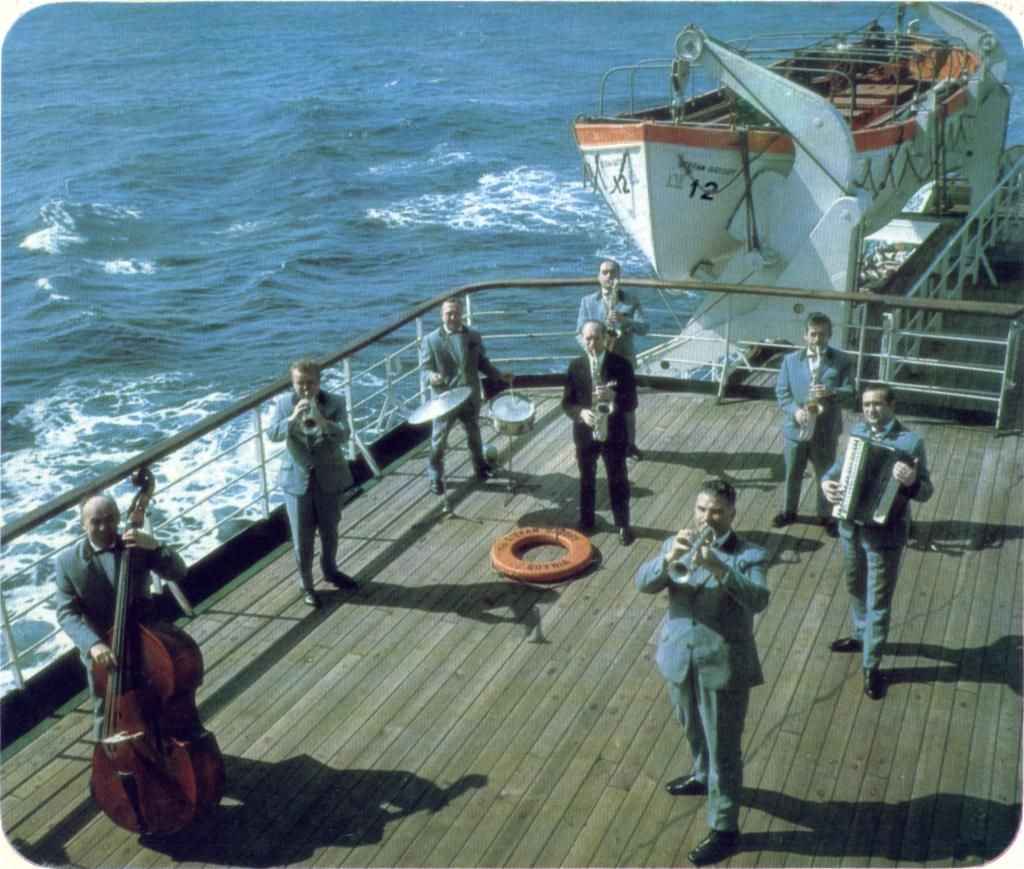
Orkiestra statkowa na transatlantyku TSS Stefan Batory, ok. 1970 r.

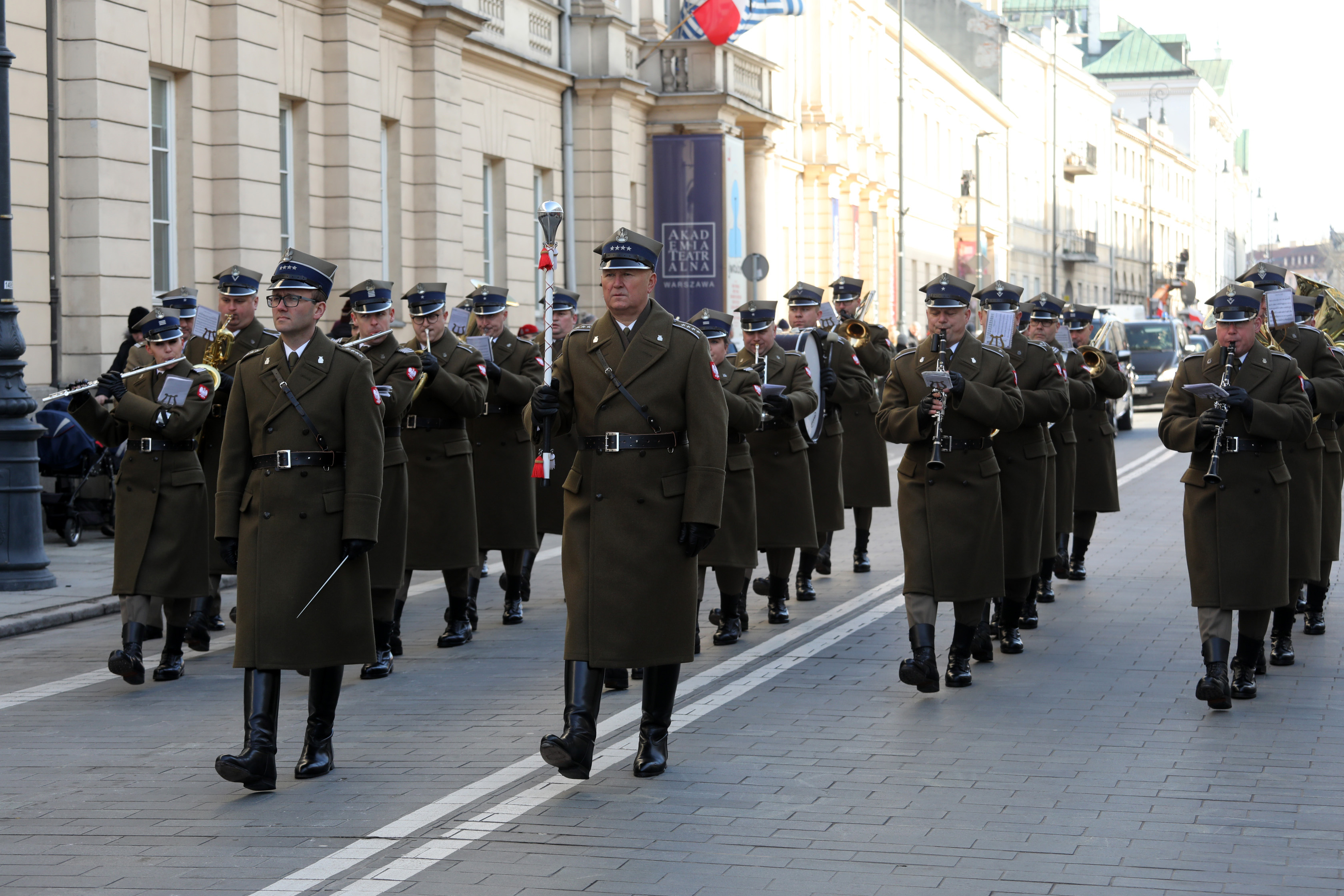
Orkiestra wojskowa

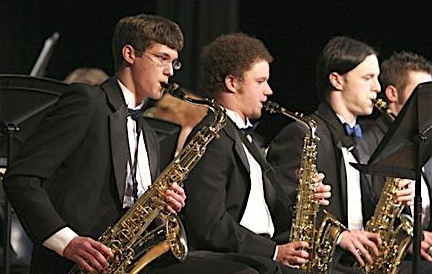
Saksofoniści w orkiestrze

Orkiestra – duży zespół instrumentalny, liczący zazwyczaj od kilkunastu do kilkudziesięciu, a nawet ponad stu instrumentalistów. W celu synchronizacji gry takiej liczby wykonawców w orkiestrze potrzebny jest dyrygent.

## Typy orkiestr
- orkiestra symfoniczna
- orkiestra kameralna
- orkiestra smyczkowa
- orkiestra dęta

## Historia
Orkiestra ma swoje źródła w zespołach odtwarzających muzykę na arystokratycznych dworach włoskich w późnym średniowieczu i renesansie. Wczesne orkiestry były kilku- lub kilkunastoosobowymi zespołami muzycznymi i nie potrzebowały dyrygenta. Zwykle były połączeniem kwartetów (lub kwintetów) smyczkowego i dętego z towarzyszeniem klawesynu i w razie potrzeby instrumentów perkusyjnych. Począwszy od wieku XVII, wraz ze wzrostem znaczenia mieszczaństwa i związanym z tym wzrostem aspiracji kulturalnych, muzykę zaczęto wykonywać w czasie koncertów publicznych w parkach oraz teatrach muzycznych. Proces ten rozpoczął się w Niemczech i wkrótce objął inne kraje Europy. Wykonywanie muzyki w wielkich teatrach wymagało zapewnienia odpowiedniego natężenia dźwięku. Powodowało to wzrostu liczebności orkiestry, która ostatecznie przyjęła kształt orkiestry symfonicznej.